# SMS G 171
SMS G 171 – niemiecki niszczyciel zwodowany w 1909 roku. 4 września 1912 roku zatonął na Morzu Północnym, staranowany przez pancernik SMS „Zähringen” .